# گورستان پیر
قبرستان پیر مربوط به دوره قاجار است و در شهرستان سرباز، بخش پیشین، دهستان جکیگور، ۲ کیلومتری جنوب روستای برنجی واقع شده و این اثر در تاریخ ۳۰ بهمن ۱۳۸۶ با شمارهٔ ثبت ۲۱۱۷۹ به‌عنوان یکی از آثار ملی ایران به ثبت رسیده است.